# Подшивалов, Александр Викторович
Алекса́ндр Ви́кторович Подшива́лов (род. 6 сентября 1964, Свердловск) — советский и российский футболист, вратарь, тренер вратарей. Мастер спорта СССР (1991).

## Биография
Начал играть в Свердловске на месте защитника в городской ДЮСШ. Первый тренер Кузнецов Игорь Вадимович. Затем играл вратарем в команде «Уралмаш» (1980—1983).Выступал (1981—1983) за юношескую сборную СССР. 1985 году вместе с Черчесовым С. был приглашен в молодежную сборную СССР. Известен по выступлениям за футбольные клубы:
«Арарат» (Ереван) — в 1983 году Симонян Никита Павлович пригласил его в «Арарат», цвета которого Подшивалов защищал на протяжении 7 лет (1984—1990), и «Торпедо» (Москва), в составе которого становился призёром чемпионата СССР (1991) и обладателем Кубка России (1993). Бронзовый призёр чемпионата России в составе «Локомотива» Москва в 1998 г. Играл в Кубке УЕФА и Кубке обладателей кубка.
В середине 90-х играл в Южной Корее (единственный игрок в составе «Юконга» сыгравший все матчи без замен в 1995 г.), из которой вынужден был уехать из-за ужесточения лимита к количеству игр в чемпионате для вратарей-иностранцев. В 1996 — лимит был 70 % игр от общего количество матчей, в 1997 — 50 %, в 1998 стал 35 %.
В 1997 перешёл в «Локомотив» (Москва), рассчитывая занять место уехавшего в Португалию Сергея Овчинникова.
Из за полученной травмы спины вынужден был закончить профессиональную футбольную карьеру в 1999 году.
В 2000 г. закончил Московскую Академию физической культуры. Специалист по физической культуре и спорту. Преподаватель по специальности «Физическая культура и спорт».
В 2002/2003 прошёл переподготовку в Межотраслевом региональном центре повышения квалификации и профессиональной переподготовке тренеров и специалистов по футболу Российской государственной академии физкультуры. Программа «Подготовка тренеров по футболу».
В 2008 закончил Государственный Университет Управления. Защитил работу на тему «Оптимизация бюджета футбольного клуба. Стимулирующие выплаты игрокам»
В 1999 году приступил к тренерской работе с вратарями в детской спортшколе «Торпедо-ЗИЛ» имени Валерия Воронина, параллельно выступал в Любительской футбольной лиге за клуб «Серпухов» под руководством Виктора Лосева. В 2001—2002 годах работал тренером вратарей с основной командой «Торпедо-ЗИЛ».
В 2009—2012, 2014—2018 годах работал тренером вратарей в клубе «Томь». Тренировал вратарей Парейко С., Песьяков С. Мелихов А. (приглашен в молодежную сборную России). В 2013 тренер юношеской сборной России.

## Матч в сборной России
Сыграл один матч в составе сборной России:
- 6 октября 1993. Товарищеский матч. Саудовская Аравия — Россия 4:2. 28 минут, вышел на замену; пропустил 2 мяча

## Достижения
- Бронзовый призёр чемпионата СССР (1): 1991; «Торпедо» Москва
- Обладатель Кубка России (1): 1992/1993; «Торпедо» Москва
- «Вратарь года» (приз журнала «Огонёк»): 1993
- Сыграл 24 матча в чемпионате России на «0» (из 66 сыгранных)
- Член клуба имени Льва Яшина
- Лучший футболист Армянской ССР 1990 г.
- Победитель в составе сборной СССР на международном турнире имени Гранаткина 1983 г.
- Обладатель Кубка Корейской Лиги 1996 г.

## Семья
Женат, сын Александр.